# Sphaerostephanos posthumii
Sphaerostephanos posthumii är en kärrbräkenväxtart som beskrevs av Holtt. Sphaerostephanos posthumii ingår i släktet Sphaerostephanos och familjen Thelypteridaceae. Inga underarter finns listade.